# أولغا بوزوفا
أولغا إيغوروفنا بوزوفا (مواليد 20 يناير 1986) (بالروسية: Ольга Игоревна Бузова) هي مقدمة برامج تلفزيونية وعارضة ومغنية روسية. 
ولدت بوزوفا في 20 يناير 1986 في لينينغراد بروسيا. تشتهر بتقديمها لبرنامج (Dom-2) على قناة تي إين تي.

## روابط خارجية
- أولغا بوزوفا على موقع IMDb (الإنجليزية)
- أولغا بوزوفا على موقع ميوزك برينز (الإنجليزية)
- أولغا بوزوفا على موقع أول ميوزيك (الإنجليزية)
- أولغا بوزوفا على موقع ديسكوغز (الإنجليزية)
- أولغا بوزوفا على موقع قاعدة بيانات الفيلم (الإنجليزية)
- أولغا بوزوفا على موقع كينوبويسك (الروسية)